# Sekkō Boys
Sekkō Boys (石膏 ボ ー イ ズ, Sekkō Bōizu) es una serie de televisión de anime japonesa producida por Liden Films. Se emitió entre el 8 de enero y el 25 de marzo de 2016. El tema final es "Hoshizora Rendezvous" (星空 ラ ン デ ブ ー, Hoshizora Rendevū ) de Sekkō Boys, una unidad compuesta por los cuatro actores de voz principales: Tomokazu Sugita, Shinnosuke Tachibana, Jun Fukuyama y Daisuke Ono.

## Trama
La serie sigue a cuatro bustos de yeso grecorromanos: Saint Giorgio, Medici, Hermes y Mars, que forman una unidad de ídolos dirigida por Miki Ishimoto, un novato graduado de la escuela de arte.

## Personajes
Miki Ishimoto (石 本 美 希, Ishimoto Miki )
Interpretado por: Shiho Kokido
Mira Hanayashiki (花 屋 敷 ミ ラ, Hanayashiki Mira )
Interpretado por: Yui Makino
San Giorgio (聖 ジ ョ ル ジ ョ, Sei Jorujo )
Interpretado por: Tomokazu Sugita
Medici (メ デ ィ チ, Medichi )
Interpretado por: Shinnosuke Tachibana
Hermes (ヘ ル メ ス, Herumesu )
Interpretado por: Jun Fukuyama
Marte (マ ル ス, Marusu )
Interpretado por: Daisuke Ono
Hanzō Horibe (堀 部 半 蔵, Horibe Hanzō )
Interpretado por: Takaya Kuroda
Kinue Yamashita (山下 絹 枝, Yamashita Kinue )
Interpretado por: Rena Maeda
Hironori Yanagisawa (柳 沢 宏 典, Yanagisawa Hironori )
Interpretado por: Takahiro Sakurai
Atenea (ア テ ナ, Atena )
Interpretado por: Akiko Kimura
 (Kannon de mil brazos (三十 三 間 走 り 隊, Sanjūsangen Hashiritai ) (ep.8)
Interpretado por: Yū Kobayashi